# Prix Théodore-Ott
Pour les articles homonymes, voir Ott.
Le Prix Théodore-Ott est une distinction décernée pour des travaux de recherche exceptionnels en Suisse et financée par l'Académie suisse des sciences médicales.

## Histoire
Le prix est créé en 1997 en mémoire du neurologue suisse Théodore Ott (de) (1909 – 1991). Le Prix est décerné tous les cinq ans à des scientifiques ayant accompli un travail remarquable dans le domaine de la recherche fondamentale en neurologie. Il est doté de 50 000 francs suisses.

## Lauréats
- 2022 : Burkhard Becher (professeur à l’Institut d’immunologie expérimentale de l’Université de Zurich) « pour ses recherches pionnières sur le rôle des processus inflammatoires dans divers contextes neuropathologiques, dont la sclérose en plaques »[2].
- 2017 : Christian Lüscher (Genève) et Andrea Volterra (Lausanne).
- 2012 : Adriano Aguzzi (Zurich) et Pico Caroni (Bâle).
- 2007 : Theodor Landis (Genève) et Reinhard Stocker (Fribourg)[3].
- 2002 : Hanns Möhler (Zurich) et Dominique Müller (Genève)
- 1997 : Pierre Magistretti (Lausanne) et Wolfram Schultz (Fribourg).